# José Americo Taira
José Américo Taira (11 de noviembre de 1968) es un futbolista portugués que se retiró del fútbol profesional en 2002.

## Trayectoria
José Américo Taira comenzó su carrera profesional en las filas del Benelenses, club portugués que militaba en 1ª división, en la temporada 1989-90. Allí permaneció hasta la temporada 1993-94 siendo un jugador importante y siendo titular del medio campo del histórico equipo portugués. 
En la temporada 1994-95 se marchó cedido al UF Estela da Amadora, que también militaba en la 1ª división portuguesa, haciendo una gran temporada. Al terminar el contrato regresa a su club de procedencia, el Benelenses, donde triunfa, siendo reconocido como el mejor centro campista de la liga portuguesa, por lo que le llueven las ofertas del extranjero.
Finalmente, en el verano de 1996, llega a la Unión Deportiva Salamanca, que acababa de descender de la 1ª división española y tenía el único objetivo de ascender, con él recalan en el equipo antiguos compañeros del Benelenses, como Everton Giovanella, César Brito o Catanha. Pese a comenzar mal, realizaron una segunda ronda perfecta, sin perder ningún partido, por lo que consiguieron el ascenso, con Taira siendo un jugador imprescindible y elegido el mejor centro campista de la liga junto con su compañero Giovanella, en esta temporada juega 35 partidos y anota 4 goles.
Ya en la temporada siguiente en 1ª división, la UD Salamanca realiza una maravillosa temporada, salvando la categoría y practicando un gran fútbol. Taira, dando muestras de su calidad contra los equipos más poderosos de Europa, será convocado por la selección portuguesa. Ese año juega 30 partidos marcando 2 goles, uno de ellos un auténtico golazo contra el Celta de Vigo.
La temporada 1998-99 fue muy dura a nivel colectivo para el equipo, ya que descendieron de categoría, y Taira, pese a realizar un partido muy bueno sobre todo contra el Real Madrid (en el que fue muy superior a Fernando Redondo), no destacó como en las temporadas anteriores, jugando 25 partidos y sin conseguir marcar ningún gol. 
En la temporada 1999-2000, Estuvo con la UD Salamanca peleando por el ascenso hasta el último partido, pero no lo consiguieron, pese a haber sido líderes gran parte de la temporada. Quedaron cuartos empatados a puntos con el Villarreal CF, que sí consiguió ascender. Taira realizó una gran temporada y jugó 37 partidos, anotando 1 gol.
Al terminar la temporada, terminó su contrato con la UD Salamanca y fichó por un histórico que se encontraba en crisis como era el Sevilla FC que había descendido la temporada anterior y buscaba el ascenso. Tuvo una buena temporada jugando 19 partidos y anotando 1 gol, que ayudó a conseguir el objetivo de ascender a 1ª división, además de ganar la liga.

## Clubes
| Club                  | País     | Año       | PJ  | Goles |
| --------------------- | -------- | --------- | --- | ----- |
| AD Oeiras             | Portugal | 1986-1987 |     |       |
| CD Montijo            | Portugal | 1987-1989 | 24  | 3     |
| Belenenses            | Portugal | 1989-1994 | 96  | 6     |
| CF Estrela da Amadora | Portugal | 1994-1995 | 7   | 0     |
| Belenenses            | Portugal | 1995-1996 | 29  | 2     |
| UD Salamanca          | España   | 1996-2000 | 127 | 7     |
| Sevilla FC            | España   | 2000-2002 | 21  | 1     |
| SC Farense            | Portugal | 2002-2003 | 18  | 0     |
| Oriental              | Portugal | 2003-2005 | 26  | 1     |

## Carrera internacional
José Américo Taira jugó un partido con la selección de Portugal y fue convocado en más ocasiones aunque  sin llegar a jugar. Además fue jugador internacional en  categorías inferiores.

## Palmarés
- Copa de Portugal (1): 1988/89